# Torfowiec cieniutki
Torfowiec cieniutki (Sphagnum tenellum (Brid.) Brid.) – gatunek mchu z rodziny torfowcowatych (Sphagnaceae). Występuje w Europie, Chinach, Indiach, Japonii, Ameryce Północnej i północnej Afryce.

## Rozmieszczenie geograficzne
W Europie występuje pospolicie, choć częściej w obszarze z wpływami klimatu oceanicznego. W strefie arktycznej rośnie jedynie na północnych skrajach Norwegii. W strefie borealnej spotykany jest dość często, miejscami rozproszony – od Islandii przez Norwegię, Szwecję i Finlandię po północną część Rosji aż do Uralu. W strefie tej rośnie również powyżej granicy drzew. W strefie klimatu umiarkowanego jest szeroko rozpowszechniony, miejscami rozproszony. Występuje na Wyspach Brytyjskich i w północno-zachodniej Hiszpanii na zachodzie, przez kontynentalną, zachodnią i środkową Europę, południowy Półwysep Fennoskandzki, kraje bałtyckie, Białoruś, Ukrainę po środkową Rosję na wschodzie. Podawany jest również z Karpat, w tym z Tatr, a także z Alp, gdzie osiąga wysokość około 1900 m n.p.m. W strefie okołośródziemnomorskiej jest rozproszony bądź rzadki; znany z kontynentalnych Portugalii oraz Hiszpanii, zachodnich Alp, Korsyki, Gór Dynarskich oraz Rumunii i Gruzji. Obecny jest również na Azorach. Niepewne jest za to jego występowanie w Apeninach. Nie został odnotowany w strefie klimatu śródziemnomorskiego.
Występuje głównie w północno-zachodniej Polsce. Na południu liczny jedynie w Sudetach. W Karpatach ma rozproszone stanowiska w Tatrach i w Kotlinie Orawsko-Nowotarskiej.

## Morfologia i anatomia

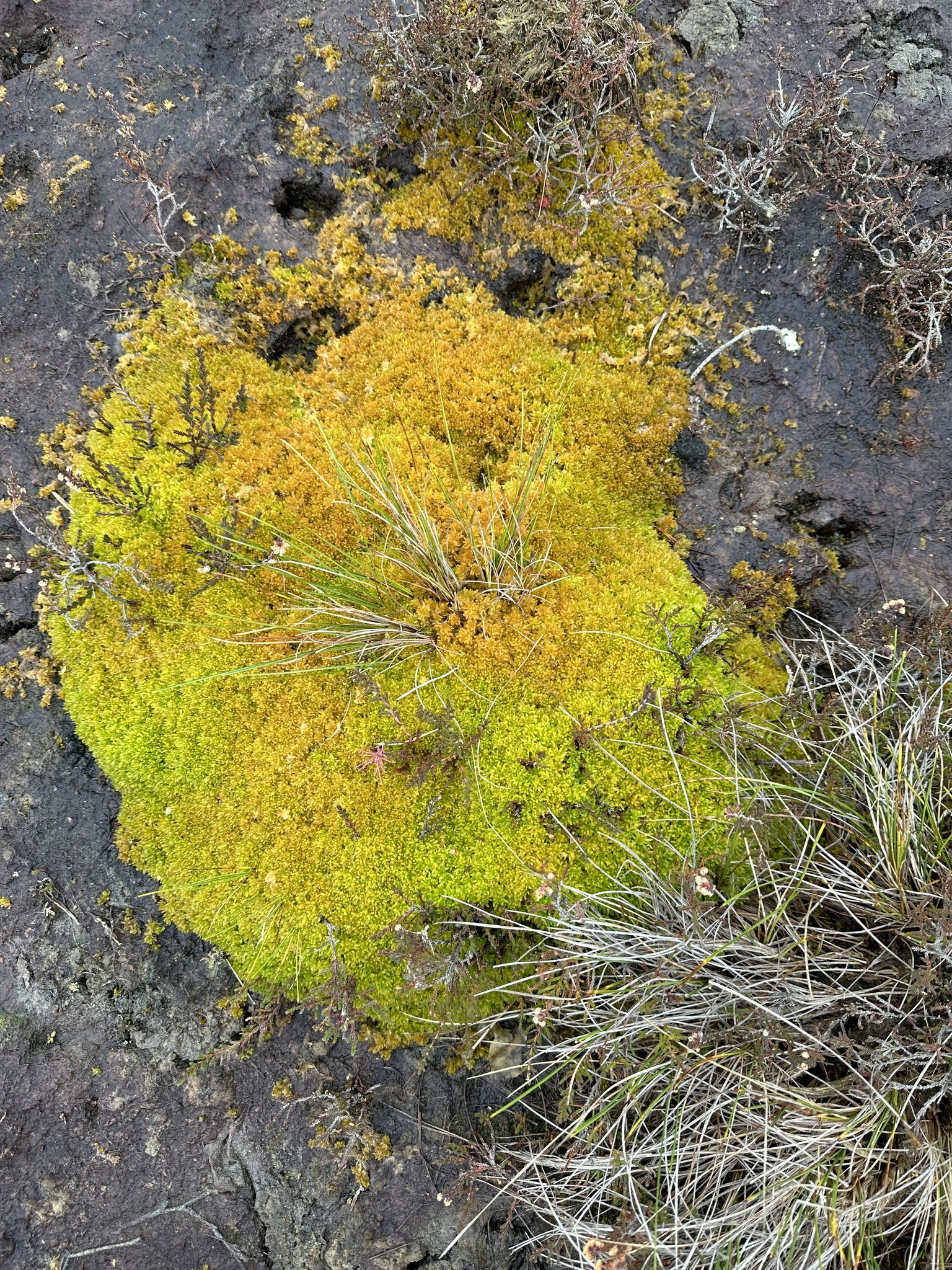
Darń torfowca cieniutkiego na nagim torfie

PokrójTorfowiec stosunkowo mały (określany także jako drobny), do 10 cm wysokości, delikatny i miękki, tworzący niewysokie, luźne darnie koloru szarozielonego, zielonego lub szarożółtego i żółtego, czasami lekko brązowo lub pomarańczowo zabarwione.
GłówkiMałe, czasami określane także jako drobne, od spłaszczonych do półkolistych.
PęczkiDość od siebie oddalone, zazwyczaj z trzema gałązkami, rzadziej czterema lub pięcioma; w pęczku o trzech gałązkach są dwie gałązki odstające, krótkie i pociągłe, niezwężające się lub słabo zwężające się ku końcowi oraz jedna gałązka zwisająca, która słabo lub w ogóle nie odróżnia się od gałązek odstających.
ŁodyżkiCienkie, rzadko przekraczające 0,5 mm średnicy i blade, z dobrze rozwiniętą korą, z dwiema bądź trzema (bardzo rzadko jedną lub czterema) warstwami mocno nadętych komórek wodnych, bez porów w zewnętrznych błonach. Kora wyraźnie oddzielona od zabarwionego na żółto, grubościennego cylindra wewnętrznego. Łodyżki gałązek są wyposażone w dobrze wykształcone, linearnie parami rozmieszczone w korze komórki retortowe, z długą, wyraźnie odgiętą szyjką.
Listki łodyżkoweDuże, osiągające wymiary listków gałązkowych, do 1,4 mm długości, równoramiennie trójkątne, językowate, jajowato-językowate, z tępym, wąsko uciętym lub czasami kapturkowatym, poszarpanym lub drobno ząbkowanym szczytem, do którego zwężają się dość nagle, odstające, wklęsłe, o krawędziach zawiniętych, z dość szerokim obrzeżeniem rozszerzającym się u nasady. Komórki wodne mają liczne, wyraźne listewki, także pory; w części szczytowej listka są dość szerokie.
Listki gałązkoweDo 1,5 mm długości, owalne, jajowate bądź szeroko jajowate i wklęsłe, luźno na siebie zachodzące, co nadaje gałązkom paciorkowaty wygląd, o zawiniętych krawędziach; na końcach gałązek odstających listki układają się w kształt określany jako otwarty ptasi dziób. Szczyty krótko ucięte i ząbkowane. Suche listki czasami słabo jednobocznie skręcone, lecz nigdy faliste. Komórki wodne są krótkie i szerokie; po stronie grzbietowej listka płaskie, z jednym porem lub bez porów, po stronie brzusznej mocno nadęte, z 2–5 porami zlokalizowanymi w kątach komórek; w górnej części listka są rombowe i silnie listewkowane. W przekroju poprzecznym komórki chlorofilowe równoboczno trójkątne (szeroko lub prawie równoboczno trójkątne), równe połowie wysokości komórek wodnych, wyraźnie szeroko otwarte po stronie grzbietowej listka, do strony brzusznej dochodzące tylko swoimi szczytami, czasami szeroko trapezowe i obustronnie eksponowane.
Gatunki podobneTorfowiec dość charakterystyczny ze względu na jasne zabarwienie, niewielkie rozmiary, krótkie gałązki przypominające sznury paciorków. Jeśli podobny, to jedynie do torfowców z podrodzaju Subsecunda – torfowca skręconego i torfowca jednobocznego. U tych torfowców łodyżki są ciemniejsze, przeważnie brązowe bądź czarne, u S. tenellum blade, bladożółte. Ponadto komórki chlorofilowe w przekroju poprzecznym listków gałązkowych u torfowca cieniutkiego są trójkątne, u S. contortum i S. subsecundum są baryłkowate bądź owalne.

## Systematyka i zmienność
Gatunek zaliczany jest do podrodzaju Cuspidata Lindb. Podrodzaj obejmuje przeważnie dużych rozmiarów torfowce hydrofilne o długich łodyżkach, tworzące głębokie i miękkie darnie. W podrodzaju tym najczęściej spotyka się formy zielone i żółtozielone, nieco rzadziej żółte i brunatne, nie występują natomiast formy czerwone.
W różnych warunkach wilgotnościowych przyjmuje różne formy. W miejscach bardziej wilgotnych jest większy, a pęczki ma rozmieszczone dość luźno; w miejscach suchych jest niski i gęsto ugałęziony.

## Ekologia i biologia
Rośnie w dolinkach torfowisk wysokich. Obecny jest także na wrzosowiskach i w potorfiach. Często występuje razem z torfowcem czerwonawym i torfowcem bałtyckim.

## Ochrona
Gatunek jest objęty w Polsce ochroną od 2001 roku. W latach 2001–2004 podlegał ochronie częściowej, w latach 2004–2014 ochronie ścisłej, a od 2014 roku ponownie objęty jest ochroną częściową, na podstawie Rozporządzenia Ministra Środowiska z dnia 9 października 2014 r. w sprawie ochrony gatunkowej roślin.